# 10e régiment de fusiliers gorkhas de la princesse Mary
Pour les articles homonymes, voir 10e régiment.
Le 10e régiment de fusiliers Gurkha de la Princess Mary, ou 10th Princess Mary's Own Gurkha Rifles (abrégé en 10GR), était à l'origine un régiment de fusiliers de l'armée indienne britannique recrutant des Gurkhas des Indes et de Népal. Le régiment fut formé pour la première fois en 1890, prenant les traditions d'une unité de police et, au cours de son existence, il subit un certain nombre de changements de désignation et de composition. Il participa à un certain nombre de campagnes sur les frontières indiennes au cours du XIXe et au début du XXe siècle, avant de combattre pendant la Première Guerre mondiale, la troisième guerre anglo-afghane et la Seconde Guerre mondiale. Après l'indépendance de l'Inde en 1947, le régiment fut l'un des quatre régiments Gurkha à être transféré à l'armée britannique. Dans les années 1960, il participa activement à la situation d'urgence malaise ainsi qu'à la confrontation indonésienne. Il fusionna ensuite avec les trois autres régiments britanniques Gurkha pour former le Royal Gurkha Rifles en 1994.

## Création
À la fin de la troisième guerre birmane en 1887, il fut décidé de retirer les bataillons de l'armée régulière et de les remplacer par une police militaire fraîchement recrutée. Recruté en Inde, il était prévu que la police militaire soit une force temporaire qui établirait l'ordre dans les districts de la Haute-Birmanie puis remettrait ces districts à la police civile. La police militaire serait ensuite utilisée pour former des bataillons réguliers supplémentaires de l'armée indienne. La police militaire de la vallée de Kubo (Kabaw) fut créée le 9 avril 1887 par Sir FB Norman (OC Eastern Frontier Brigade) à Manipur en Inde et était composée en nombre égal de recrues montagnardes Gurkha et Assam. Le premier commandant était le lieutenant CW Harris. Le bataillon déménagea en Birmanie et était initialement stationné à Tamu.
En 1890, il a été décidé de convertir le bataillon de police militaire de la vallée de Kubo en Birmanie en un nouveau bataillon avec le titre de 10e d'infanterie de Madras. Le 10e Infanterie de Madras d'origine, l'un des plus anciens bataillons de l'armée indienne, avait récemment été dissous. Le nouveau bataillon n'avait aucune association avec l'ancien à l'exception de son nom. Les reliques du bataillon ont finalement été ramenées en Inde.
Le 10e Infanterie de Madras fut donc reformé à partir de la police militaire de la vallée de Kubo le 1er juin 1890 sous le commandement du major McGregor au palais de Mandalay. Le bataillon n'a pas hérité n'a pas hérité des traditions et honneurs du 10e d'infanterie de Madras à cette époque. Mais il était vrai que la composition du 10e Infanterie de Madras avait subi des changements drastiques dans sa composition. Par exemple, après les guerres de Mahratta, son recrutement était passé du nord de l'Inde au sud de l'Inde.
La composition initiale du bataillon était de trois officiers britanniques, huit officiers indiens et 277 hommes de troupe. LE recrutement d'origine n'était pas uniquement à base de Gurkhas. Le bataillon était initialement composé de détachements Gurkha transférés des 42nd, 43rd et 44th Gurkha Rifles, un nombre égal d'hommes des tribus montagnardes de l'Assam, y compris des Jhurwahs, un petit nombre de Dogras et quelques Hindustanis. Les non-Gurkhas quittèrent progressivement le régiment.
Au cours de ses premières années d'existence, le régiment était désigné par deux noms différents dans les listes de l'armée indienne. En 1890, il était appelé le 10e Régiment (Birmanie) d'Infanterie de Madras (10th (Burma) Regiment of Madras Infantry) mais l'année suivante, il fut appelé le 10e Régiment (1er Bataillon de Birmanie) d'Infanterie de Madras (10th Regiment (1st Burma Battalion) of Madras Infantry). Mais le deuxième nom fut celui utilisé par le bataillon jusqu'en 1892.
À cette époque, le 9 février il devint le 10e régiment (1er fusiliers de Birmanie) de l'infanterie de Madras (10th Regiment (1st Burma Rifles) of Madras Infantry) le 9 février 1892 à Maymyo en Birmanie. C'est à cette époque, avec la conversion de l'unité en régiment de fusiliers, que les anciennes couleurs du 10e Madras furent ramenées en Inde (les régiments de fusiliers ne portent pas de couleurs) et déposées à l'église de Saint-Jean dans le fort à Vellore près de l'endroit où le premier 10e d'infanterie de Madras avait été créé en 1766. Le 3 mai 1895, le nom du régiment fut à nouveau changé pour le 10e régiment (1er fusilier Gurkha de Birmanie) de l'infanterie de Madras (10th Regiment (1st Burma Gurkha Rifles) of Madras Infantry) pour refléter sa composition désormais entièrement Gurkha.
Le 13 septembre 1901, dans le cadre d'une vaste réorganisation de l'armée indienne, il devint le 10e fusilier Gurkha (10th Gurkha Rifle) et le régiment conserva les zones de recrutement qui lui étaient assignées dans les zones tribales Limbu et Rai de l'est du Népal. Un 2e bataillon fut formé en 1903 qui devint ultérieurement le 1er bataillon du 7e Gurkha Rifles en 1907. Un nouveau 2e bataillon du 10e Gurkha Rifles fut formé en 1908. De 1903 à 1912, le premier bataillon était stationné à Maymyo, en Birmanie, pratiquement dédié aux cérémonies et parades. Pendant les mois d'hiver de 1912 et 1913, le 1er bataillon fut envoyé dans les collines de Kachin afin de prévenir un soulèvement potentiel qui ne se produit jamais.

## Héritage
1766-1767 - 14e bataillon de Sepoys côtiers  
 1767-1769 - Bataillon Amboor  
 1769–1770— 11e bataillon carnatique  
 1770-1784 - 10e bataillon carnatique  
 1784-1796 - 10e bataillon de Madras  
 1796-1824 - 1er Bataillon, 10e Régiment d'infanterie indigène de Madras  
 1824-1885 - 10e régiment d'infanterie indigène de Madras  
 1885–1890 - 10e régiment, infanterie de Madras  
 1890–1891 - 10e régiment d'infanterie de Madras (Birmanie)  
 1891–1892 - 10e régiment (1er bataillon birman) d'infanterie de Madras  
 1892–1895 - 10e régiment (1er fusil de Birmanie), Infanterie de Madras  
 1895–1901 - 10e régiment (1er fusil de Birmanie Gurkha), Infanterie de Madras  
 1901-1950 - 10e fusils Gurkha  
 1950–1994 - 10e fusils Gurkha de la princesse Mary.

## Première Guerre mondiale

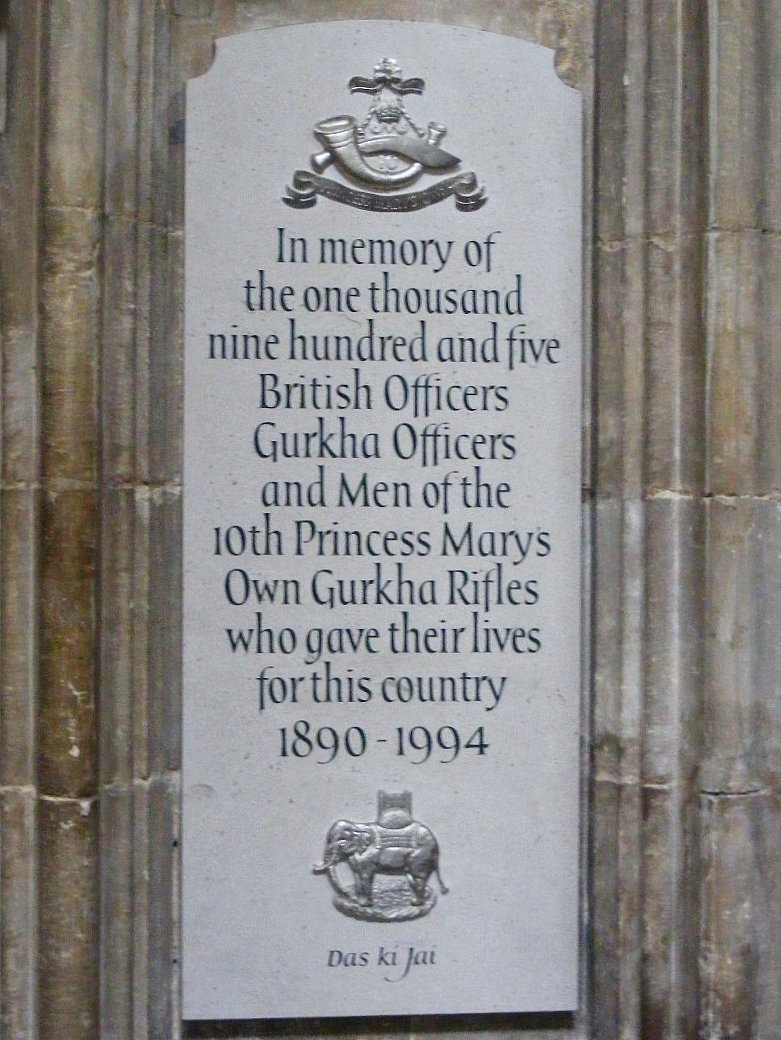
10GR Memorial dans la cathédrale de Winchester, Hampshire

La Première Guerre mondiale commença en août 1914. Le 1er Bataillon resta en Birmanie pour fournir des renforts et des remplacements au 2e Bataillon qui fut engagé jusqu'en 1916. Au moins cinq contingents furent fournies. Le troisième ayant été coulé en mer par un sous-marin autrichien en mer Égée et ayant vu la perte de 187 hommes.
Le 2e Bataillon a combattu au Moyen-Orient, contre les Ottomans dans la défense du canal de Suez, Égypte en 1915. Les Ottomans avaient tenté de traverser le canal en Égypte, mais les forces alliées les ont repoussé avec succès, les décimant alors qu'ils tentaient de retraverser. Grâce à la participation du 2e Bataillon à cette campagne, le régiment a gagné l'honneur de bataille «Canal de Suez» et l'honneur de théâtre «Égypte 1915».
Plus tard cette année-là, le 2e bataillon, au sein de la 29e brigade indienne, a pris part à la campagne des Dardanelles contre les Ottomans. La brigade avait initialement été conçue pour faire partie de la division néo-zélandaise et australienne lors du débarquement à Anzac Cove, mais fut envoyé en lieu et place renforcer le cap Helles où la situation se détériorait depuis l'assaut du 25 avril. La brigade débarqua au cap Helles début mai et le 2e bataillon prit part à la bataille de Gully Ravine qui débuta le 28 juin. La brigade dans son ensemble fut envoyée à Anzac Cove en août où elle participa à la bataille de Sari Bair. Le 2e Bataillon subi de lourdes pertes lors de sa participation à la campagne de Gallipoli. Les forces Anzac et de Suvla sont évacuées en décembre 1915, bien que les dernières troupes britanniques ne quittent Helles qu'en janvier 1916.
Le 15 août 1916, le 1er Bataillon s'embarqua de Rangoon pour le Moyen-Orient après une cérémonie d'adieu présidée par le gouverneur de Birmanie. Les deux bataillons du régiment ont combattu en Mésopotamie (aujourd'hui l'Irak) à partir de 1916, qui faisait alors partie de l'Empire ottoman, allié des Allemands. La campagne mésopotamienne avait commencé en 1914. Une grande partie de l'implication du régiment dans la guerre était relativement calme, mais il prit part à un certain nombre d'engagements, y compris l'offensive contre Bagdad en 1917 et la dernière bataille de la campagne mésopotamienne fin octobre 1918, Sharqat.
Le 1er Bataillon resta en Mésopotamie à la fin de la guerre. Il fut engagé pendant la révolte du Kurdistan en 1919 et dans le reste de l'Irak. Ailleurs, le 2e Bataillon participa à la troisième guerre d'Afghanistan en 1919 et aux opérations à la frontière du Nord-Ouest.

## Deuxième Guerre mondiale
Pendant la Seconde Guerre mondiale, le régiment a levé deux autres bataillons, le 3e Bataillon en 1940 et le 4e Bataillon en 1941.

### Moyen-Orient et Italie
Un coup d'État eut lieu en Irak en 1941. Un groupe militaire irakien lié à l'Allemagne a déposé la monarchie irakienne. En conséquence, les Britanniques lancèrent une invasion de l'Irak pour rétablir le gouvernement. Invasion à laquelle participa le 2e Bataillon dans le cadre de la 10e Division d'infanterie indienne. Un armistice fut signé avec l'Irak après que les forces britanniques furent entrées dans la capitale irakienne Bagdad le 31 mai et que la monarchie irakienne fut rétablie. Le chef du coup d'État Rashid Ali avait fui, d'abord en Iran puis en Allemagne. Plus tard dans l'année, le bataillon participa à l'invasion de la Syrie contrôlée par France de Vichy. Le bataillon participa à la bataille de Deir ez Zor pour laquelle le régiment reçut un autre honneur de bataille.
Le 1er Bataillon a ensuite pris part aux opérations en Iran et à la campagne d'Italie. En Italie, le bataillon fut engagé dans un certain nombre d'opérations, notamment à Coriano et Santarcangelo en septembre 1944, pour lesquels le régiment a remporté deux autres honneurs de bataille. Le bataillon fut de nouveau envoyé au feu l'année suivante sur le terrain accidenté de l'Italie. Au cours d'un incident, une patrouille du bataillon rencontra un détachement allemand. Le combat rapproché s'ensuivit, le fusilier Ganjabahadur Rai chargea deux Allemands, les tuant tous les deux avec son Kukri. Le soldat fut tué peu après par d'autres adversaire. Un fusil endommagé par le Kukri, (appartenant à l'un des Allemands qui avait tenté de se défendre avec lui lors de sa rencontre avec le gurkha Rai), fut saisi par les Gurkhas et conservé comme trophée. Le lieutenant Cory, Jr., BC 616th FA (Pack), de l'artillerie de montagne américaine, rapporta un autre cas de Gurkhas attaquant des soldats allemands au Kukris en Italie au début de 1945. Les Gurkhas traquaient des paires de sentinelles allemandes la nuit et tuaient celle qui était éveillée, laissant la sentinelle endormie retrouver son camarade mort. En réponse, le commandement allemand ordonna l'exécution sommaire de tout soldat allié capturé avec un couteau. En conséquence, les soldats de la 10e division de Mtn, qui ne portaient aucun couteau, continuent depuis d'arborer deux couteaux rouge sang sur leur insigne d'épaule.
Le 2d Battalion était rattaché à la 3rd Indian Motor Brigade, qui venait de rentrer du désert occidental, après avoir été presque détruit lors de la bataille de Gazala en janvier 1943.
À la fin du mois, la brigade fut renommée 43e brigade d'infanterie indienne (Lorried). La brigade et ses bataillons Gurkha furent envoyés en Italie au milieu de 1944 en tant que formation indépendante.

### Extrême-Orient
Le régiment fut aussi fortement impliqué contre les Japonais avec les 1er, 3e et 4e bataillons participant à la campagne de Birmanie. Les Japonais avaient rapidement envahi les territoires britanniques d'Extrême-Orient, y compris la Birmanie, peu après avoir lancé l'attaque de Pearl Harbor le 7 décembre 1941. Le 1er Bataillon fut transporté en Birmanie, arrivant en mars 1942 une semaine seulement avant l'évacuation de Rangoon. Le bataillon dut se replier à pied jusqu'en Inde sur plusieurs centaines de kilomètres mai 1942.

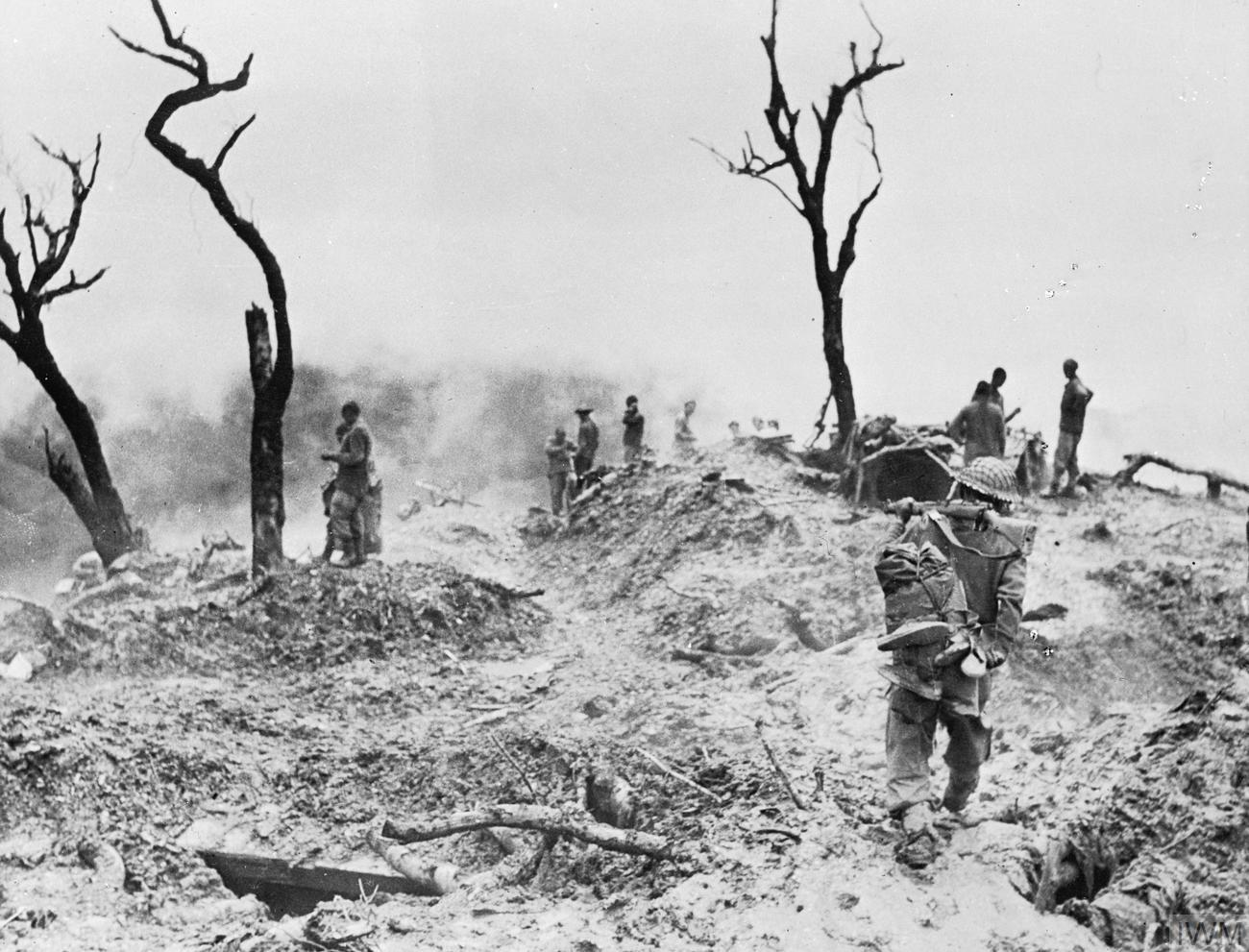
Scraggy Hill (connue par les Japonais sous le nom d'Ito Hill) sur le col Shenam, saisie par le 4/10 Gurkhas.

Des hommes du 4e bataillon participèrent à la deuxième campagne Chindit en Birmanie, baptisée opération Jeudi. Les Chindits participèrent à des combats féroces, en particulier lors de l'offensive japonaise qui commença en mars 1944 contre le nord-est de l'Inde, où deux batailles extrêmement importantes, Imphal et Kohima, eurent lieu.
Le régiment fut fortement engagé à Imphal. Il fut assiégé par les Japonais pendant plusieurs mois, les défenseurs alliés résistant fermement à toutes les tentatives de les déloger. Le siège fut finalement levé après la victoire à Kohima et les forces alliées purent rapidement lancer leur propre offensive en Birmanie. Au cours de cette période particulière, le 3e bataillon a participé à des combats intenses à Scraggy Hill et Shenam Pass où il fut impliqué dans de violents combats avec les forces japonaises. Les hommes durent régulièrement utiliser leurs kukris dans un combat corps à corps acharné contre les Japonais.
L'offensive alliée réussit, repoussant les forces japonaises en Birmanie, le régiment participa à de nombreux engagements dans le pays. En 1945, le régiment fut engagé dans la saisie de Mandalay. Les forces britanniques sont entrées dans la ville le 20 mars. Le régiment participa également à la capture de Meiktila début mars. Le même mois, le 10e Gurkhas participe à la défense de Meiktila lors d'une contre-attaque japonaise repoussée par les défenseurs alliés. La capitale Rangoon fut libérée par les forces britanniques le 3 mai. Le régiment fut de nouveau particulièrement engagé au cours des derniers mois de la campagne en Birmanie.
Des représentants du régiment, comme toutes les unités impliquées dans la campagne en Birmanie, prirent part au défilé de la victoire à Rangoon le 15 juin. Le 10e Gurkha a accumulé 19 honneurs de bataille pour sa participation à la campagne - y compris l'honneur de théâtre « Birmanie 1942–45 ». Il s'agit du plus grand nombre d'honneurs de bataille gagnés par n'importe quelle unité dans la campagne de Birmanie. [réf. nécessaire]
Le 1er bataillon s'est vu confier une autre tâche. Il fut chargé de recevoir la reddition officielle de la 28e armée japonaise en Birmanie à Paung le 29 octobre 1945. La cérémonie eut lieu avec une table recouverte du drapeau régimentaire, une deuxième bannière flottant également sous l'Union Jack.

## Après la guerre
Le 4e bataillon fut dissous en 1946, le 3e bataillon l'année suivante.
L'Inde a obtenu son indépendance de l'Empire britannique en 1947. À la suite de l'accord tripartite entre l'Inde, le Népal et le Royaume-Uni, quatre des 10 régiments Gurkha (huit bataillons en tout) furent transférés à l'armée britannique. Le 10th Gurkha Rifles étant l'un d'eux. Il rejoint la Brigade des Gurkhas qui a été formée pour administrer les unités Gurkha transférées à l'armée britannique. Avant l'indépendance, le bataillon avait décidé d'emporter avec lui les anciennes couleurs du 10e Infanterie de Madras. Il fut envisagé à un moment d'emporter le mémorial régimentaire de l'église All-Saints de Maymyo en Birmanie, qui avait été endommagé par les Japonais pendant la guerre. Mais la décision fut prise de le laisser sur place en raison du coût et de l'incertitude quant à l'endroit où il pourrait être déplacé. Il était composé de marbre sur le sol du sanctuaire et de plaques de bois sur les murs.
Le 1er Bataillon a servi en Birmanie après la guerre et était l'un des trois bataillons participant à la cérémonie d'indépendance à Rangoon en janvier 1948. Il fut ensuite déplacé par voie maritime vers la Malaisie.
En 1949, le nom du régiment fut modifié pour devenir le 10e Régiment de fusiliers Gurkha Princess Mary (10 GR) en l'honneur de SAR la princesse Mary. Le régiment était affilié au Royal Scots (The Royal Regiment), le plus ancien régiment de l'armée régulière en 1950.
Pendant ce temps, les 1er et 2e bataillons prirent part à l'insurrection communiste en Malaisie face aux terroristes communistes ou CT (Communists Terrorists). Les CT avaient lancé un soulèvement en 1948 parce que l'indépendance malaise ne conduisait pas directement à la mise en place d'un gouvernement communiste. Le 10e Gurkhas fut engagé dès le début du conflit. Celui-ci fut assez similaire à la campagne de Birmanie. Le régiment participâtes jusqu'à la fin du conflit en 1960, conflit pendant lequel il perdit 75 hommes[réf. nécessaire]. 

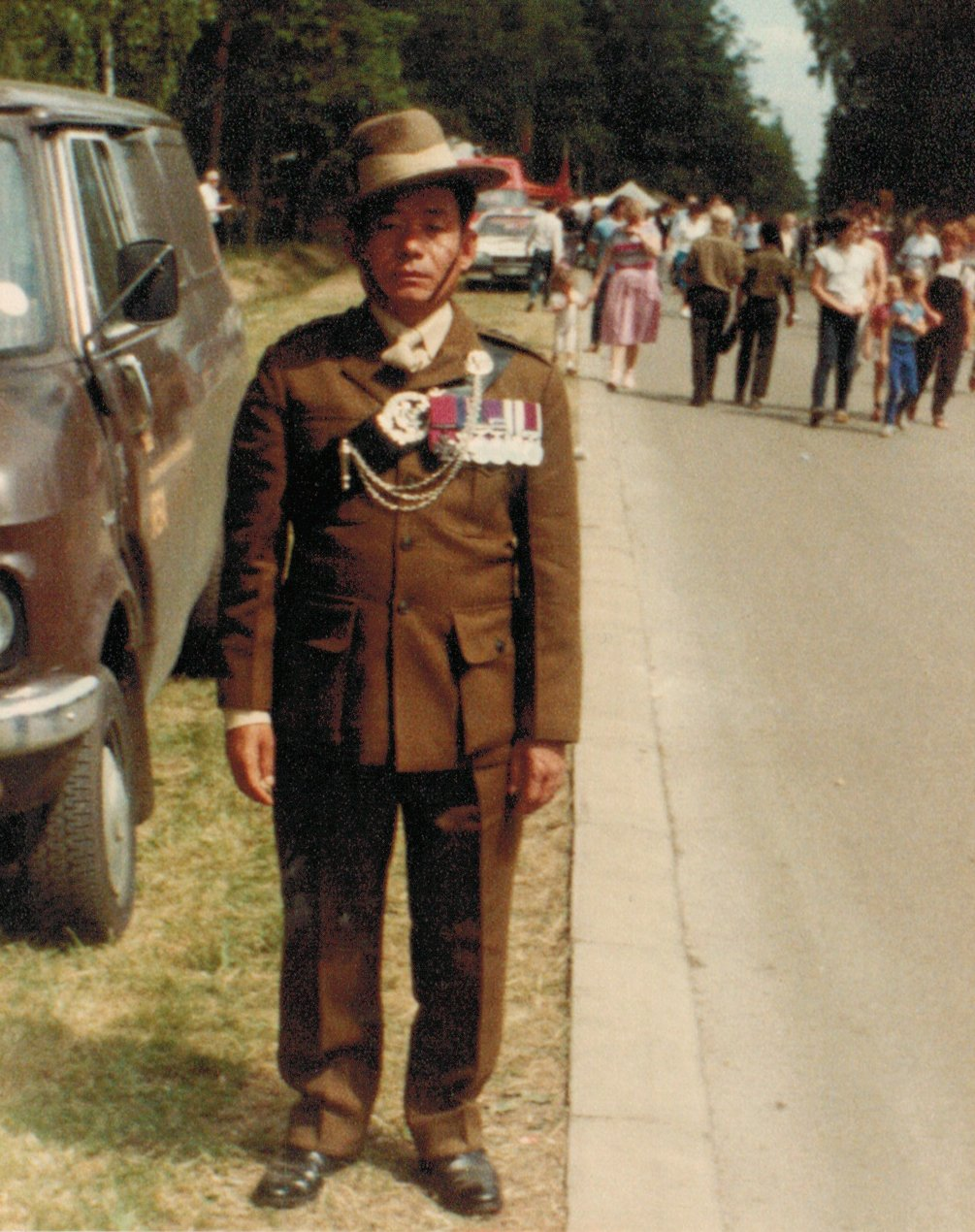
Caporal Rambahadur Limbu VC MVO en 1984.

Un autre conflit en Extrême-Orient commença peu après en 1962. La Confrontation indonésienne, qui débuta par une rébellion contre l'État de Brunei à Bornéo soutenue par l'Indonésie. Elle fut rapidement réprimée. L'année suivante, des hostilités éclatèrent entre la Malaisie soutenue par les Britanniques et l'Indonésie. Les deux bataillons du régiment furent tour à tour engagés respectivement en 1964 et 1965. En 1965, le régiment obtint sa première et unique Croix de Victoria (VC). Le caporal Rambahadur Limbu du 2e bataillon reçu le VC pour ses actions lors d'un incident dans le district de Bau à Sarawak, Bornéo, au cours de l'opération Claret qui fut conduite contre Kalimantan, tenue par des Indonésiens. Cette action devint ensuite la bataille de Bau. Le conflit prit fin en 1966, date à laquelle le 10e Gurkhas avait eu onze morts[réf. nécessaire].
En 1968, le régiment fut réduit à un seul bataillon lorsque le 1er bataillon absorba le 2e bataillon. Il resta en Extrême-Orient, basé à Hong Kong, jusqu'en 1973, date à laquelle il fut envoyé en Angleterre pour la première fois. Initialement, il était basé à Church Crookham dans le Hampshire, mais l'année suivante, le régiment fut envoyé à Chypre pour protéger la zone de la base souveraine britannique à Dhekelia à la suite de l'invasion turque de Chypre. Lors de son déploiement, le 10e Gurkhas fut engagé dans le maintien de la paix, ses hommes devant parfois s'interposer dans la ligne de tir entre les factions adverses. Le 1er Bataillon fut déployé au Brunei pour la première fois en 1977. Depuis la rébellion de 1962 au cours de laquelle un soulèvement marxiste soutenu par l'Indonésie s'est produit, un bataillon Gurkha est présent au Brunei à la demande de SM le Sultan.
Tout au long des années 1970 et 1980, le régiment a été en garnison à Hong Kong, Brunei et Church Crookham. Le régiment a effectué des tâches de sécurité intérieure à Hong Kong, notamment en patrouillant à la frontière avec la Chine dans le but d'empêcher l'immigration illégale de personnes dans la colonie.
En 1990, le régiment fut autorisé, après près de 100 ans de demandes, à reprendre la lignée du 10e d'infanterie de Madras, gagnant ainsi les honneurs de la bataille et les traditions remontant au 14e bataillon de Sepoys de la Côte qui avait été levé par la Compagnie des Indes orientales en 1766. La lignée est particulière en ce qu'elle est parmi les plus anciennes de l'armée indienne britannique. Bien que la lignée fut accordée, l'histoire du régiment n'est pas continue. Le régiment moderne fut formé exclusivement à partir de la police militaire de la vallée de Kubo après la dissolution de l'ancien 10e Madras.
Le régiment s'est déployé à Hong Kong pour la dernière fois en 1991, y restant jusqu'à la fusion en 1994.
En 1994, le 10e Gurkhas fusionna avec les 2e, 6e et 7e Gurkha Rifles pour former le Royal Gurkha Rifles. Le 10e Gurkhas devenant le 3e bataillon. En 1996, le Bataillon a fusionné avec le 2e Bataillon du Royal Gurkha Rifles à Brunei.

## Uniforme et badge

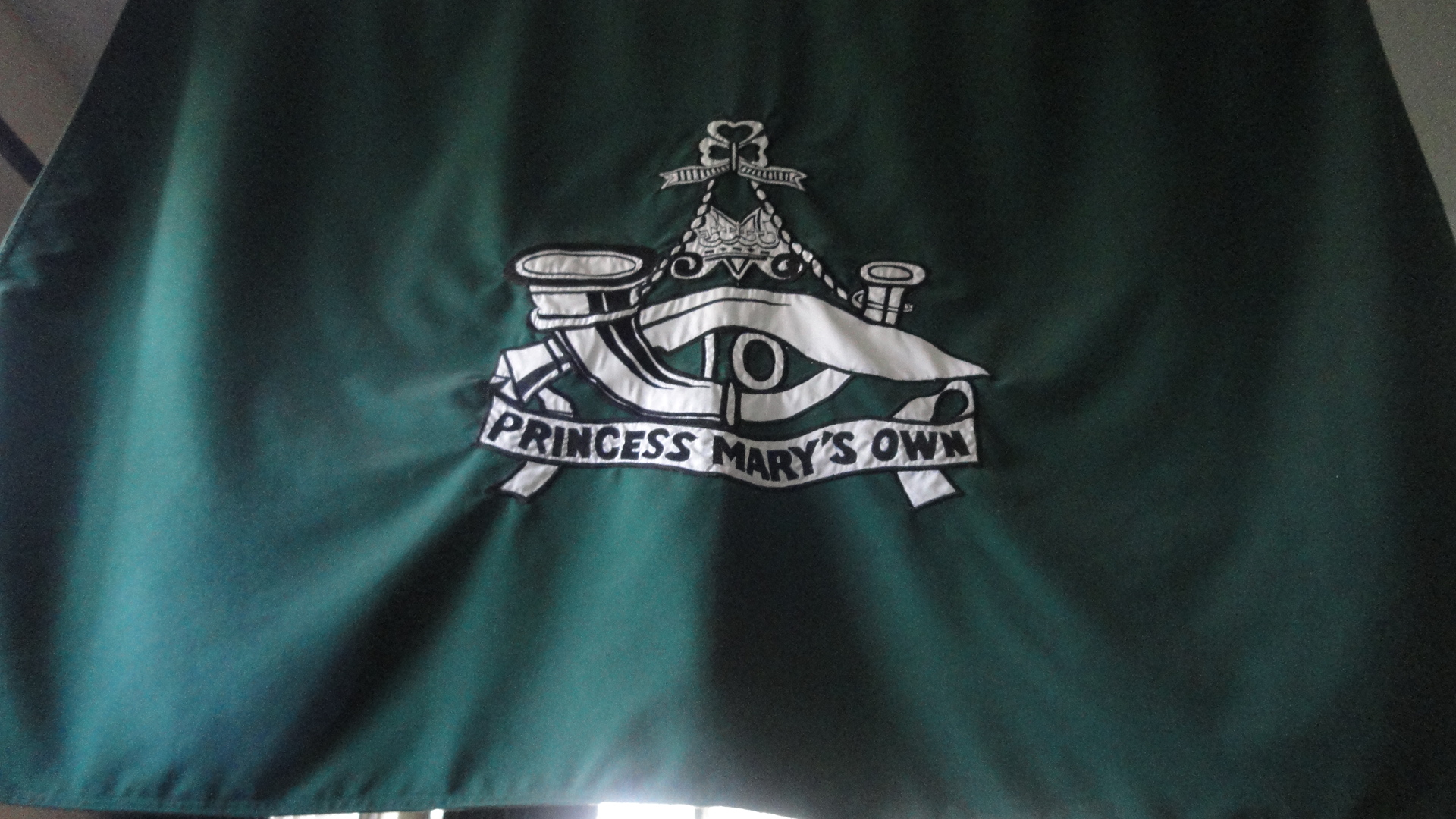
Princess Mary's Own

La tenue complète portée par le régiment de 1890 à 1914 était l'uniforme Gurkha standard vert des fusiliers, avec des bandes molletières et des parements noirs. La coiffe était une casquette Kilmarnock noire avec l'insigne décrit ci-dessous. Les joueurs de cornemuse du 1er bataillon portaient le tartan Hunting Stewart des Royal Scots, qui les avait formés avant 1895. Les officiers britanniques et Gurkha se distinguaient par cinq rangées de tresses de style hussard et de cordons d'épaule noire sur leurs tuniques.
Une corne de chasse entrelacée avec un kukri, la lame au sinistre, au-dessus du kukri le chiffre de SAR la princesse Mary et, en dessous le chiffre 10.
- L'insigne d'un fort rocheux pour Amboor.
- L'insigne d'un éléphant pour Assaye.

Le 10th Gurkha Rifles se distinguait des autres régiments Gurkha par le port de kukris à manche en argent, spécialement fabriqués au Népal.

## Honneurs de bataille
- Amboor ;
- Carnatic ;
- Mysore 1792, Assaye 1803, Ava 1852, Birmanie 1885–87 ;
- Première Guerre mondiale : Helles, Krithia, Suvla, Sari Bair, Gallipoli 1915, Canal de Suez, Égypte 1915, Sharqat, Mésopotamie 1916–18 ;
- Afghanistan 1919 ;
- Seconde Guerre mondiale : Irak 1941, Deir ez-Zor, Syrie 1941, Coriano, Santarcangelo, Senio Floodbank, Bologne, Sillaro Crossing, Gaiana Crossing, Italie 1943–45, Monywa 1942, Imphal, Tuitum, Tamu Road, Shenam Pass, Litan, Bishenpur, Tengnoupal, Mandalay, Myinmu Bridgehead, Kyaukse 1945, Meiktila, Capture of Meiktila, Defense of Meiktila, Irrawaddy River, Rangoon Road, Pegu 1945, Sittang 1945, Burma 1942–45[4].

## Croix de Victoria
- Caporal suppléant Rambahadur Limbu du 2e Bataillon, Sarawak 1965.

## Chefs de corps
Les colonels du régiment étaient:
10th Gurkha Rifles
- 1947-1957: Philip Christison

10th Princess Mary's Own Gurkha Rifles (1949)
- 1957-1959: Michael Rookherst Roberts
- 1959-1966: Richard Neville Anderson
- 1966-1975: Peter Mervyn Hunt
- 1975-1977: Edward John Sidney Burnett
- 1977-1985: Ronald William Lorne McAlister
- 1985–1994: Garry Dene Johnson
- 1994: fusionne avec les fusils Gurkha Own du 2e roi Edward VII, les rifles Gurkha Own de la reine Elizabeth 6 et les rifles Gurkha Own du 7e duc d'Édimbourg pour former The Royal Gurkha Rifles